# De vermiste driekwart
De vermiste driekwart is een hoorspel naar The Adventure of the Missing Three-Quarter (1904) van Arthur Conan Doyle. Michael Hardwick maakte van dit verhaal een Sherlock Holmes-pastiche die op 14 augustus 1962 door de BBC werd uitgezonden. Ben Heuer vertaalde het hoorspel en de KRO bracht het op vrijdag 8 augustus 1969. De regisseur was Léon Povel. De uitzending duurde 43 minuten.

## Rolbezetting
- Huib Orizand (Sherlock Holmes)
- Jacques Snoek (Dr. Watson)
- Bert van der Linden (Sir Overton)
- Hans Veerman (Stevenson)
- Herman van Eelen (een portier)
- Dogi Rugani (gravin Mount-James)
- Joke Hagelen (een vrouwelijke beambte)
- Johan Walhain (Dr. Leslie Armstrong)
- Harry Bronk (Godfrey Staunton)

## Inhoud
Mr. Cyril Overton van Trinity College, Cambridge, komt bij Holmes en vraag hem te helpen zoeken naar de verdwenen Godfrey Staunton, een sleutelfiguur in zijn rugbyteam. Ze zullen de belangrijke match van morgen tegen Oxford nooit kunnen winnen als Staunton niet gevonden wordt. Holmes moet toegeven dat sport wat buiten zijn onmiddellijke belangstelling ligt, maar hij neemt deze zaak zo ernstig als gelijk welke andere. Ze blijkt echter helemaal niet eenvoudig te zijn…